# Турки Западной Фракии
Турки Западной Фракии (тур. Batı Trakya Türkleri, греч. Τούρκοι της Δυτικής Θράκης) — этнические турки, которые живут в исторической области Западная Фракия, в провинции Восточная Македония и Фракия на севере Греции.
Согласно греческой переписи 1991 года, половину из примерно 98 000 мусульманского меньшинства Западной Фракии составляют турки. По другим источникам размер турецкой общины оценивается в 90 000-120 000 человек. Турок Западной Фракии не следует путать ни с помаками, ни с цыганами-мусульманами из того же региона, которые составляют 35% и 15% мусульманского меньшинства соответственно.
Мусульманское меньшинство Греции многонационально, и помимо турок состоит из помаков и цыган, хотя правительство Греции не рассматривает их этническое происхождение и не признает ни одну из этих этнических групп, в том числе и турок, как отдельное этническое меньшинство в Западной Фракии, вместо этого выделяя их по религиозной принадлежности как «мусульманское меньшинство в Западной Фракии» или «мусульман Греции». Такое определение соответствует Лозаннскому договору, участником которого, наряду с Турцией и другими странами, является также и Греция. Лозаннский договор, наряду с Конституцией Греции и Хартией основных прав Европейского Союза, закрепляет основные права турок и других этнических групп Восточной Македонии и Фракии и обязательства перед ними.

## История
Части Западной Фракии были захвачены расширяющейся Османской империей в 1354 году и оставались под её властью до 1913 года. В 1913 году турецкая община превосходила греческую общину в четыре раза и владела почти 84% земли. К 31 августа 1913 года турки Западной Фракии сформировали первую «Турецкую республику», Временное правительство Западной Фракии. Однако 25 октября 1913 года Западная Фракия была захвачена Болгарским царством, победившим в Первой Балканской войне. В конце Первой мировой войны, после разгрома Болгарии, этот регион был оккупирован Францией, и затем передан Греции по Севрскому договору в августе 1920 года. Турки Западной Фракии, как и остальные мусульмане этого региона, были исключены из соглашения об обмене населением между Грецией и Турцией и получили права в рамках Лозаннского договора . Однако с 1923 года от 300 000 до 400 000 турок покинули Западную Фракию, большинство из них иммигрировало в Турцию.

## Вопросы прав человека

### Гражданство
В соответствии с бывшей статьей №19 Закона о гражданстве 1955 года (№ 3370) лицо негреческого этнического происхождения, покидающее Грецию без намерения вернуться, может быть объявлено потерявшим греческое гражданство. Согласно правительству Греции, в период с 1955 и до отмены в 1998 году примерно 60 000 греческих мусульман, преимущественно турецкого происхождения, были лишены гражданства в соответствии со статьей №19. Из этих 60 000 приблизительно 7 182 потеряли гражданство в период с 1981 по 1997 год. Применение этого закона к туркам Западной Фракии было ответной мерой в ответ на разрушительный погром, спонсируемый государством и направленный против греков Стамбула в сентябре 1955 года. Погром ускорил исход этнических греков из Турции. Статья №19 была отменена в 1998 году, но без ретроактивности.

### Этническая идентичность
Поскольку в Лозаннском договоре для обозначения этнических общин использовался критерий религии, правительство Греции, как правило, настаивает на том, что основой для идентификации меньшинства является религиозная принадлежность, а не этническая (или национальная). Так, греческие чиновники называют мусульманское меньшинство в Греции греками мусульманами, которые в основном находятся в Западной Фракии.
Последовательная политика правительства Греции отказывалась признавать существование этнической турецкой общины в Северной Греции и настаивала на том, чтобы называть турок из Западной Фракии греками-мусульманами, предполагая, что они не были этническими турками по происхождению, а были потомками греков обращенных в Ислам в османскую эпоху, как валахады и другие греческие мусульмане в греческой Македонии . Такая политика была введена сразу после одностороннего провозглашения независимости Турецкой Республики Северного Кипра в 1983 году на землях, на которых греки когда-то составляли 82-процентное большинство, прежде чем стать беженцами в результате турецкого вторжения в 1974 году. Греческое правительство объявило, что это была мера, чтобы предотвратить возможность того, что греческий регион Восточной Македонии и Фракии когда-нибудь в будущем станет «вторым Кипром» или будет передан Турции из-за этнического происхождения ее мусульманских жителей.